# 富田千種
富田 千種 (とみた・ちぐさ Chigusa Tomita) は、埼玉県出身のバリトン歌手。
ウィーン国立歌劇場専属歌手を経てヨーロッパの舞台歌手として活動。

## 来歴
埼玉県立浦和高等学校卒業。武蔵野音楽大学声楽科卒業。
ウィーン国立音楽大学オペラ科、リート科最優秀で卒業。同リート科マイスターコース修了。藤沼昭彦、カールハインツ・トゥットナー、エーリック・ウェルハ、ハンス・ホッターに師事。
ウィーン室内歌劇場と契約、シェーンブルン宮殿にて「セビリアの理髪師」のタイトルロールでウィーンデビュー。ウィーン国立歌劇場 (Wiener Staatsoper) の研究生を経て専属歌手。　カラヤン、バーンスタイン、ズビン・メータ、クライバー等と共演。
1979・1980のザルツブルグ音楽祭にてカラヤン指揮「ドン・カルロ」出演。同1979.5.6出演分のライブ録音はレコード化されている。なお、カラヤンのレコーディングに個人として参加した日本出身者は富田千種だけである。
オシアッハ音楽祭にて「カルミナ・ブラーナ」出演。ドイツのアウクスグブルグ市立劇場 (現ドイツ国立劇場) の第一バリトンとして専属契約。モーツァルト、ワーグナー、ロッシーニ、ヴェルディ等40以上の主役のレパートリーを持つ。
スイスのソロトゥルム、オーストリアのクラーゲンフルト、ドイツのカッセル、ニュールンベルグ、レーゲンスブルグ、ヴェルツブルグ各劇場に客演。コンサート歌手として数多くの教会のミサのソロを務めるかたわら、マーラー「さすらう若人の歌」、シューベルトのオペラ「悪魔の城」(演奏会形式)、ブラームス「ドイツ・レクイエム」等を歌う。
NHKFMリサイタル、皇居にて御前演奏会出演。マリオデル・モナココンクール最高位。フーゴ・ヴォルフ国際歌曲コンクール2位。
カラヤン指揮「ドン・カルロ」への出演はライブ録音が残されている。1979.5.6ザルツブルク音楽祭カラヤン指揮「ドン・カルロ」ライブ録音CDジャケット裏には、Karajanの上にChigusa Tomitaとある。
2023・12「第7回音楽の都ウィーンからの贈り物・富田千種オペラよもやま話」ソプラノ矢澤知嘉子ピアノ高橋アケミ・埼玉会館
2024・5「第8回音楽の都ウィーンからの贈り物・春のサロンコンサート」テノール根本博文ピアノ西堂恵麻・フェリーチェ音楽ホール
2025・5・6「第9回音楽の都ウィーンからの贈り物・〈続〉富田千種オペラよもやま話」ソプラノ矢澤知嘉子テノール根本博文ダンス松村健一松村恵子ピアノ高橋アケミ・埼玉会館
2025・5・25 秩父ミューズパークに於ける「第75回全国植樹祭」にて「君が代」独唱